# Kama Sutra

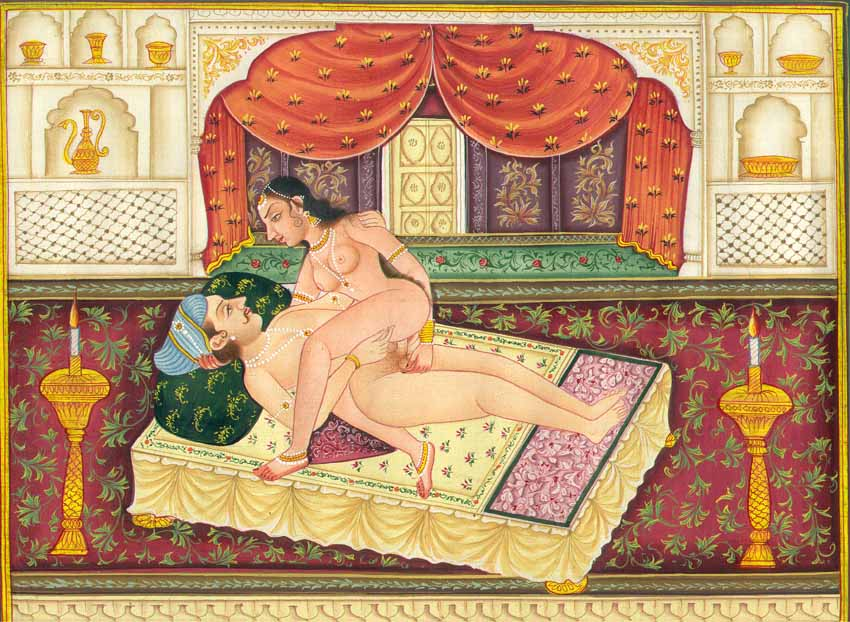
Relació sexual il·lustrada en el Kamasutra

El Kama Sutra, de la transcripció Kāma Sūtra, és un text antic hindú que tracta sobre la sexualitat humana. Escrit per Vātsyāyana, un autor situat de forma imprecisa entre el segle primer i el sisè (probablement dins del període Gupta), hom el considera l'obra bàsica sobre sexualitat de la literatura sànscrita. El títol complet és Vātsyāyana Kāma-sūtra ('Els aforismes sobre la sexualitat, de Vatsyayana').
El Kama Sutra presenta l'art de trobar parella, de mantenir el poder en el matrimoni, de cometre adulteri, la relació amb cortesanes, l'ús d'afrodisíacs, etc. També hi ha il·lustracions de moltes variades posicions per tal que els amants les aprenguin i les practiquin.

## Història
És un dels tractats sobre la sexualitat més antics. Durant segles, aquest tipus de literatura ha estat rebutjada a Occident, de tal manera que només n'han pogut arribar fragments escrits que han passat de generació en generació.
Al llarg del temps se n'han publicat diferents versions. Originalment, qualsevol de les versions amb il·lustracions es varen dibuixar a mà i en l'actualitat se'n troben amb il·lustracions fotogràfiques reals i vídeos eròtics educatius.